# Kybos incida
Kybos incida är en insektsart som först beskrevs av Delong 1931.  Kybos incida ingår i släktet Kybos och familjen dvärgstritar. Inga underarter finns listade i Catalogue of Life.